# Eacón de Atenas
El Eacón (en griego antiguo: Αιάκειον) era un antiguo santuario heroico dedicado a Éaco en el suroeste del Ágora de Atenas.

## Historia
Fue construido en la época arcaica a finales del 500 a. C., a instancias del Oráculo de Delfos y dedicado al héroe egineta Éaco. Según la revelación del Oráculo, los atenienses debían ganarse el favor Éaco si querían tener éxito en sus guerras contra Eubea y el Peloponeso. Éaco era en la mitología griega uno de los jueces de la manala o Hades. En relación con esto, las sentencias de los tribunales atenienses se fijaban en las paredes del edificio.

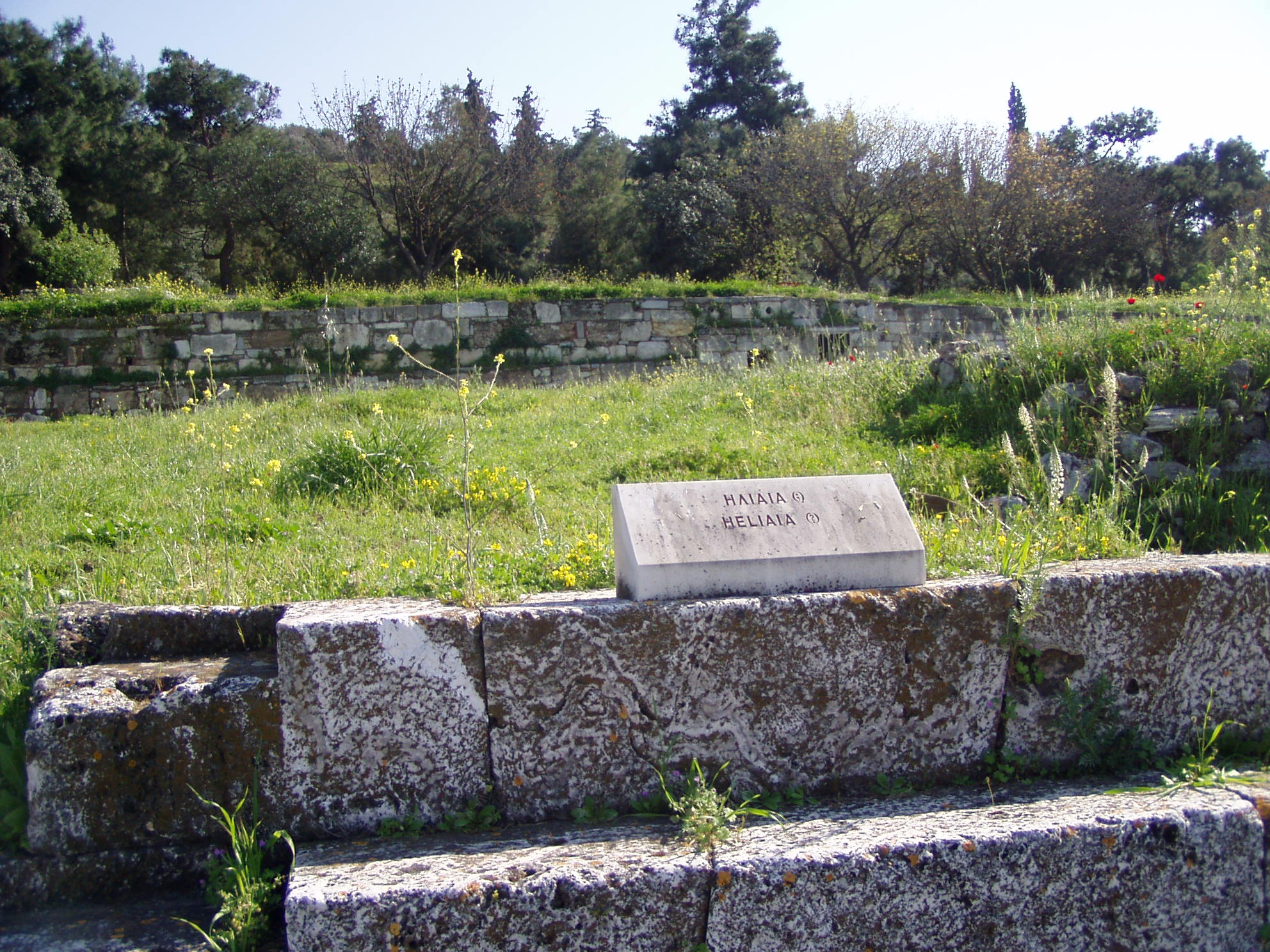
Ruinas del Eacón, tradicionalmente señaladas como Heliea, en el yacimiento arqueológico del Ágora.

A principios del siglo III a. C., se utilizaba como granero. En la época helenística, el edificio pasó a formar parte del complejo de edificios de la parte sur del Ágora, que también incluía la Estoa sur I inmediatamente al este y la Estoa media al norte. El santuario estuvo en uso al menos hasta el año 86 a. C., cuando fue destruido en gran parte en la invasión romana de Sila.
El santuario se excavó en 1953. Durante mucho tiempo se consideró que se trataba del edificio del tribunal de Heliea, ya que su cronología, ubicación y forma concordaban con ello. Por este motivo, en todos los mapas antiguos de la zona del Ágora aparece marcado como Heliea. Sin embargo, esta interpretación nunca fue plenamente aceptada. De hecho, investigaciones posteriores han demostrado que no se trataba de un edificio, sino de una especie de santuario. Las inscripciones encontradas también apoyan la interpretación de que se trataba de un santuario de Éaco. En la actualidad, esta interpretación goza de una aceptación bastante generalizada.

## Descripción
Tenía forma rectangular, 31 m de ancho (este-oeste) y 26,5 m de largo (norte-sur). Inicialmente no había edificios en el lugar y no estaba cubierto, por lo que era esencialmente un refugio al aire libre. Estaba rodeado por una valla de piedra caliza y tenía una entrada orientada al norte. Más tarde, cuando la zona del santuario se utilizó para almacenar grano, es probable que hubiera algunos edificios o que parte de ella estuviera cubierta. Lo que queda del santuario son principalmente sus cimientos.